# 西華産業
西華産業株式会社（せいかさんぎょう、英: SEIKA CORPORATION）は、三菱グループの独立系総合機械商社である。電力・化学等のプラント設備、電子機器・情報機器など、生産財である設備を中心に国内外で販売・輸出入を行っている。
創業当初は、三菱重工業の炭車を中心に扱っていた。日本の軍需産業の一翼を担った三菱重工業が、戦後に民需へ対応するのを支えたという経緯があり、三菱重工業との関係が親密である。
子会社の西華デジタルイメージ株式会社は、デジタルシネマカメラ「レッドワン」の日本総代理店だった（2018年12月にて総代理店契約終了）。
また2015年3月には、船舶エンジンなどを取り扱う敷島機器を買収し、西日本以外の基盤も強化しているほか、海外事業も加速させている。

## 沿革
- 1947年10月 - 財閥解体に伴う旧三菱商事の解散にあたり、同社西日本地区機械部門関係者が中心となり初代社長中林恒治らによって福岡県門司市（現・北九州市門司区）にて会社を設立。
- 1961年10月 - 東京証券取引所市場第一部に上場。
- 1981年4月 - 東京本社・北九州本社の2本社制に移行。
- 1983年8月 - 北九州本社業務を東京本社に移管、北九州本社は登記上の本店（福岡県北九州市小倉北区）とする。
- 1990年12月 - 登記上の本店を北九州市門司区から北九州小倉北区へ移転
- 2001年8月 - 登記上の本店を東京都千代田区へ移転。
- 2012年4月 - 映像機器部門を会社分割し分離。当該部門が「西華デジタルイメージ株式会社」としてスタートする[2]。

## 事業所

### 本社
- 東京都千代田区丸の内3-3-1

### 支社・支店・営業所
- 支社
  - 大阪支社
- 支店
  - 室蘭、敦賀、名古屋、岡山（倉敷市）、福山、東広島、広島、徳山（周南市）、山口（宇部市）、四国（高松市）、北九州、福岡、長崎、大分、延岡

## 関連企業
- 国内
  - 日本ダイヤバルブ株式会社
  - 株式会社竹本
  - 西華デジタルイメージ株式会社
  - 敷島機器株式会社
  - セイカダイヤエンジン株式会社
  - 東西実業株式会社
  - エステック株式会社
  - 株式会社テンフィートライト
  - 名南共同エネルギー株式会社

- 海外
  - Seika Machinery Inc.
  - 西曄貿易（上海）有限公司
  - 天津泰雅閥門有限公司
  - Seika Sangyo GmbH
  - Seika Sangyo (Thailand) Co.,Ltd
  - Seika Sangyo (Vietnam) Co.,Ltd
  - NDV(Thailand) Co.,Ltd
  - Tsurumi(Europe)GmbH
  - Tsurumi France S.A.S.
  - Tsurumi UK Limited
  - Obart Pumps Limited
  - Marine Motors & Pumps N.V.
  - HYDREUTES, S.A.U.